# Comuna Aninoasa, Gorj
Aninoasa este o comună în județul Gorj, Oltenia, România, formată din satele Aninoasa (reședința), Bobaia, Costești, Groșerea și Sterpoaia. Este situată pe cursul râului Gilort, aproximativ la jumătatea distanței dintre Craiova și Târgu Jiu.

## Descriere

### Etimologie
Toponimia localității provine de la primii locuitori ai zonei care se numeau Aninoșeanu, aceștia luându-și numele de la aninii care creșteau pe malul pâraielor.

### Hidrografie
Comuna este străbătută de mai multe pârâuri, denumite popular mătci, care se varsă în râul Gilort.
Principala sursă de venit o reprezintă agricultura după ce, între anii 1995-2000, industria petrolieră a făcut disponibilizări masive de personal, o mare parte din locuitorii comunei lucrând în această ramură.

### După 1990
După 1990, localitatea a început să cunoască o dezvoltare lentă dar continuă ajungând ca în 2006 locuitorii să aibă acces la gazele naturale, rețea de televiziune prin cablu, telefonie fixă și mobilă, mijloace de transport în comun, apă curentă etc.

### Monumente arhitectonice locale
Pe teritoriul comunei se mai păstrează, încă în bună stare, două construcții vechi, adevărate monumente arhitectonice.
- Conacul boierului Dinel Negrea, aflat pe partea dreaptă a drumului comunal la intrarea dinspre Târgu Jiu. De fapt, conacul este mai nou proprietate privată, fiind renovat fară a se ține cont de stilul arhitectural origiar.
- Cula moșierului Alecu Crăsnaru, construită la început cu pentru apărare și modificată mai târziu pentru a putea fi locuită.

## Demografie
Componența etnică a comunei Aninoasa
     Români (89,67%)
     Alte etnii (0,32%)
     Necunoscută (10,01%)
Componența confesională a comunei Aninoasa
     Ortodocși (88,3%)
     Alte religii (1,49%)
     Necunoscută (10,21%)
Conform recensământului efectuat în 2021, populația comunei Aninoasa se ridică la 3.428 de locuitori, în scădere față de recensământul anterior din 2011, când fuseseră înregistrați 3.914 locuitori. Majoritatea locuitorilor sunt români (89,67%), iar pentru 10,01% nu se cunoaște apartenența etnică. Din punct de vedere confesional, majoritatea locuitorilor sunt ortodocși (88,3%), iar pentru 10,21% nu se cunoaște apartenența confesională.

## Istorie
La sfârșitul secolului al XIX-lea, comuna făcea parte din plasa Gilort a județului Gorj și era alcătuită din satele Aninoasa, Bobaia și Cornișani, având o populație de 1138 de locuitori. În comună funcționa o școală de băieți, și două biserici. La acea vreme, pe teritoriul actual al comunei, mai funcționau și comunele Costești-Daia și Groșerea. Comuna Costești-Daia era alcătuită din satele Costești și Daia, cu o populație de 716 de locuitori. În comună funcționau două biserici. Comuna Groșerea era alcătuită doar din satul cu același nume, având o populație de 1000 de locuitori. În comună funcționa o biserică și patru fântâni.
În 1925, comuna Costești-Daia este desființată, iar cele două sate ale comunei au fost transferate comunei Groșerea. Conform Anuarului Socec, comuna Aninoasa făcea parte din plasa Bibești a aceluiași județ, având o populație de 982 de locuitori (în satele Aninoasa și Cornișu). Comuna Groșerea făcea parte din aceiași plasă, având o populație de 1585 de locuitori (în satele Costești, Daia și Groșerea). 
În anul 1950, comunele au fost arondate raionului Gilort a regiunii Gorj, raion care doi ani mai târziu a fost arondat regiunii Craiova, și apoi (după 1960), regiunii Oltenia. Între timp, comunei Aninoasa îi se realipește satul Bobaia, iar în anul 1968, comuna a fost transferată județului Gorj, căpătând actuala formă. Tot atunci, comuna Groșerea este desființată, iar satele ei au trecut la comuna Aninoasa, iar satul Daia a fost desființat și contopit cu satul Costești. Comuna a preluat și satul Strepoaia, de la comuna Bălcești, 
desființată.

## Politică și administrație
Comuna Aninoasa este administrată de un primar și un consiliu local compus din 13 consilieri. Primarul, Marius Dimulescu[*], de la Partidul Național Liberal, este în funcție din 2008. Începând cu alegerile locale din 2024, consiliul local are următoarea componență pe partide politice:
|  | Partid                          | Consilieri | Componența Consiliului | Componența Consiliului | Componența Consiliului | Componența Consiliului | Componența Consiliului |
|  | ------------------------------- | ---------- | ---------------------- | ---------------------- | ---------------------- | ---------------------- | ---------------------- |
|  | Partidul Social Democrat        | 5          |                        |                        |                        |                        |                        |
|  | Partidul Național Liberal       | 5          |                        |                        |                        |                        |                        |
|  | Uniunea Salvați România         | 1          |                        |                        |                        |                        |                        |
|  | Alianța pentru Unirea Românilor | 1          |                        |                        |                        |                        |                        |
|  | Partidul Mișcarea Populară      | 1          |                        |                        |                        |                        |                        |